# Kuhlhasseltia sibelae
Kuhlhasseltia sibelae är en orkidéart som beskrevs av Paul Ormerod. Kuhlhasseltia sibelae ingår i släktet Kuhlhasseltia och familjen orkidéer.
Artens utbredningsområde är Moluckerna. Inga underarter finns listade i Catalogue of Life.